# Johan Jochum Reinau
Johan Jochum Reinau (1. november 1836 i Sakskøbing – 28. februar 1867 i København) var en dansk maler.
Hans forældre var murermester Johan Jacob Christian Reinau (1802-1876) og Ane Marie født Trap (1809-1890). Da han fra barn viste lyst til tegning, kom han efter sin konfirmation (1851) i malerlære hos dekorationsmaler Carl Løffler, og begyndte på samme tid at besøge Kunstakademiets skoler, blev elev af dekorationsskolen og senere tillige af modelskolen. I dekoration vandt han 1856 den lille og 1858 den store sølvmedalje; i det sidstnævnte år vandt han tillige den lille sølvmedalje for en modelfigur og året efter den store. I de følgende år udstillede han nogle portrætter, hvoraf flere viste en ualmindelig form- og farvesans, i 1864 en altertavle til Fanø, og året efter et landskab. Det egentlige dekorationsmaleri havde han dog valgt til sit hovedfag, og han gjorde allerede her hjemme så alvorlige studier deri, at da Akademiet i 1865 gav ham det første års stipendium til en udenlandsrejse, knyttede det store forventninger til hans fremtid som dekorationsmaler. Stipendiet forøgedes med et tilskud fra Den Reiersenske Fond, og endnu samme år rejste han til Italien, hvor han opholdt sig længere tid i Venedig, Florens og Rom. Her udviklede der sig en tærende brystsyge (tuberkulose) hos ham, så at han, da det andet års stipendium tildeltes ham, efter en kort rejse til Neapel, måtte vende tilbage til fædrelandet (september 1866), og allerede den 28. februar 1867 gjorde døden ende på det håb, der med grund var knyttet til hans udvikling. Hans samme år udstillede studier vidnede om, hvad der var tabt i ham; de blev købt til Akademiets samling. 
Han blev gift 6. december 1861 i København med Leontine von Stöcken (20. maj 1829 i Roskilde - 15. juli 1873 i Sakskøbing), datter af købmand Frederik Christian von Stöcken og Benedicte Caroline født Vilstrup. 
Han er begravet på Frederiksberg Ældre Kirkegård.

## Værker
- Selvportræt (1859)
- Portræt af blomstermaleren Emma Løffler (1860)
- Portræt af hustruen med sønnen Christian (1863)
- Kristus og den samaritanske kvinde (1864, Nordby Kirke, Fanø)
- Udsigt fra redskabsskur, Sakskøbing (1865)
- Parti i Pedersborg i Sorø (ca. 1865)
- Studier efter loftsudsmykninger i Rom og Venedig (1865-66, Danmarks Kunstbibliotek)